# ノタリコン
ノタリコン（Notarikon）は、カバラの一種。文や単語の連なりの頭文字を取って新しい単語を作ったり、単語からもとの文や単語の連なりを復元することをいう。ギリシア語で速記を意味する言葉に由来する。

## ノタリコンの例
アドナイ（אדני ʔDNY、主）・メレク（מלך MLK、王）・ナーメン（נאמן NʔMN、忠実なる）からアーメン（אמן ʔMN）という単語を作る。